# バンジョーとカズーイの大冒険〜グランティの復讐
『バンジョーとカズーイの大冒険〜グランティの復讐』（バンジョーとカズーイのだいぼうけん〜グランティのふくしゅう）はレア（現・Xbox Game Studios）が開発、THQが販売したゲームボーイアドバンス用2Dアクションアドベンチャーゲームである。英語タイトルは『Banjo-Kazooie: Grunty's Revenge』。
海外では携帯アプリに移植版として2004年7月に『Banjo-Kazooie: Grunty's Revenge Mobile』と2005年6月14日にミニゲームのみ移植の『Banjo-Kazooie: Grunty's Revenge Missions』が発売された。
日本では携帯アプリ版のみ（iアプリ・EZアプリ・S!アプリ）販売されていた。

## 概要
作風やシステムなどは基本的に『バンジョーとカズーイの大冒険』『バンジョーとカズーイの大冒険2』と同様である。
本作は2Dアクションゲームであるが、視点が少し後ろに引いた俯瞰視点となっているため、擬似3Dアクションゲームとも言える。

## ストーリー
本作は時間軸上では『バンジョーとカズーイの大冒険』の2か月後のストーリーであり、『バンジョーとカズーイの大冒険』と『バンジョーとカズーイの大冒険2』の中間にあたる。
『バンジョーとカズーイの大冒険』でグランチルダのとりでの頂上から落ちて岩の下に封印された魔女のグランチルダは、クランゴが作成したメカグランチルダに自らの魂を移すことにより復活し、カズーイを捕まえ過去にタイムスリップしてしまう。バンジョーはマンボの力を借りてグランチルダを追いかけ、カズーイの救出とグランチルダ打倒のため再び冒険をする。

## 主な登場キャラクター
バンジョー
クマの主人公。相棒のカズーイをさらわれたことで、1人で冒険に出ることになるが、ゲームの途中でカズーイと合流する。
カズーイ
バンジョーの相棒のBreegullという種類の鳥。復活したグランチルダにさらされてしまう。ゲームの途中でバンジョーに助けられる。
グランチルダ (Mecha-Grunty)
クランゴが作ったメカグランチルダに、魔法で自らの魂を移して復活する。バンジョーとカズーイに復讐し、世界を我が物にせんと企んでいる。『バンジョーとカズーイの大冒険』同様、歌うようにして喋るクセがある（英語ではセリフの節々に韻を踏む喋り方をする）。
クランゴ
グランチルダの忠実な部下で、有能な科学者。メカグランチルダを作った張本人である。タイムスリップした先でも様々な実験を用いてバンジョーとカズーイを妨害してくる。
マンボ・ジャンボ
バンジョーとカズーイの友達で、正体不明の呪術師。魔法でバンジョーをグランチルダと同じ時間軸にタイムスリップさせ、自らも同じ時間軸にタイムスリップしてバンジョーとカズーイの手助けをする。本作ではマンボトーテムをマンボに渡すことにより別の動物に変身することが可能になり、1つのマンボトーテムで変身できる動物の種類が一つ増える。変身後の行動可能範囲は限られている。
ボズアイ (Bozzeye)
ボトルズの祖先の老モグラ。オンプを渡すことでアクションを教わることができる。ボトルズ同様モグラヅカに住んでいる。
ジギーウィギー
クルクルやまのふもとにある神殿にいる司祭。ジグソーを集めることでクリスタルジグソーの力を呼び出し、グランチルダの魔法により閉ざされたステージの扉を開くことができる。
ハニーB
クルクルやまのふもとに住んでいるハチ。ハニカムを集めることでエネルギーの上限を上げることができる。
ジンジョー・オラクル (Jinjo Oracle)
各ステージに存在する喋る石像で、女性。ジンジョーを助けるとゲームに関する情報を聞くことができる。更に各ステージのジンジョーを全て助けるとジグソーをもらえる。

## 変身
Mouse
ネズミ。「Cliff Farm」で登場。
Candle
ろうそく。「Bad Magic Bayou」で登場。
Octopus
タコ。「Spiller's Harbor」で登場。
Tank
戦車。「Freezing Furnace」で登場。

## ステージ
（）内は『バンジョーとカズーイの大冒険2』での日本語版の名称

### Spiral Mountain (クルクルやまのふもと)
ステージ内の主なエリア
- Jiggywiggy's Temple (ジギーウィギーのしんでん)

各ステージへ初めて出入りする前に必ず入ることになる神殿。ステージ奥に入るには一定数以上のジグソーを集める必要がある。
- Spiral Rise
  - Honey B.'s Hive (ハニーＢのいえ)
- Spiral Mere

### Cliff Farm
ステージ内の主なエリア
- Cliff Springs
- Cliff Falls Pool
- Farm Heights
  - Bluff Barn
    - Klungo's Lab
    - The Rafters

  - Crag Mill
  - Mama Clucker's Hen House

### Breegull Beach
ステージ内の主なエリア
- Breegull Peak
- Grunty's Quarry
  - Witches Keep
- Quarry Heights
- Breegull Ragoon
  - Haunted Hold

### Bad Magic Bayou
ステージ内の主なエリア
- Creepy Corridors
- Vapor Scrubs
- Haunted Halls

### Spiller's Harbor
ステージ内の主なエリア
- Bilge Haven
- Spillerston
- Castoffs Castle
- Tip-Tup Suite

### Freezing Furnace
ステージ内の主なエリア
- Chilly Chasm
- Grunty Industries (グランティさんぎょう)
  - Lava Jetty
  - Furnace Stores
  - Blistering Buttons

### Grunty's Lair (グランチルダのとりで)
最終ステージ。グランチルダと戦い勝つと、クイズ（ミニゲームを含む）に移る。クイズに3問中2問正解するとクランゴとの戦いになる。クランゴに勝つと、2度目のクイズに移る。クイズに9問中5問正解するとWinkybunion Towerでの戦いとなる。クイズで不正解が多いとクイズの前に戦った相手との再戦になる。
- Winkybunion Tower

Grunty's Lairの屋上、グランチルダと最後の対決をすることになる。ちなみにWinkybunion(ウィンキーバニオン)はグランチルダのラストネームである。

## その他

### エンディング
今作ではエンディング終了時にアイテムのコンプリート率で1から5までの五段階の評価がなされる。またランクにより、評価直前のエンディングが２種類に変化する。
- RANK1　GOOD JOB
- RANK2　WELL DONE
- RANK3　GREAT WORK

RANK1～3だとエンディングで過去から戻るときにマンボが呪文を間違え、正しい現代に戻れない。
- RANK4　EXCELLENT
- RANK5　MAGIC!

RANK4･5だとエンディングで過去から戻るときにマンボが呪文を正しく唱え、過去から無事帰還、仲間たちが祝いに来る。
ランクで評価後、スタッフロールを兼ねたミニゲームが始まる。
ミニゲームで手に入るコインを集めるとSpiller's Harborのゲーム機でゲーム内のミニゲームを楽しめる。

## 続編
2008年に『バンジョーとカズーイの大冒険 ガレージ大作戦』が発売された。内容は『1』『2』の続きになっているが、この作品に関してはゲーム内で紹介されていない。そのため『ガレージ大作戦』が『2』からの8年ぶりの新作、3作目として紹介されることが多い。